# Tanner Tessmann
Francis Tanner Tessmann (ur. 24 września 2001 w Birmingham) – amerykański piłkarz występujący na pozycji pomocnika we francuskim klubie Olympique Lyon oraz w reprezentacji Stanów Zjednoczonych. Wychowanek FC Dallas. Grał również w Venezii.